# ديفيد دي. بوغارت
ديفيد دي. بوغارت هو مستكشف وسياسي أمريكي، ولد في 31 مارس 1860 في Dawn Mills, Ontario ‏ في كندا، وتوفي في 1 ديسمبر 1912 في Saltese, Montana ‏ في الولايات المتحدة. انتخب عضو مجلس نواب مونتانا ‏.